# Nora Iuga
Nora Iuga (ur. 4 stycznia 1931 w Bukareszcie) – rumuńska pisarka, poetka, tłumaczka, członkini Związku Pisarzy Rumuńskich.

## Życiorys
Nora Iuga urodziła się 4 stycznia 1931 r. w Bukareszcie. W 1953 r. ukończyła germanistykę na Uniwersytecie Bukareszteńskim. Wśród jej profesorów byli Tudor Vianu i George Călinescu. W latach 1954–1955 pracowała jako nauczycielka języka niemieckiego, a następnie od 1954 do 1969 roku jako bibliograf w Centralnej Bibliotece Państwowej. W latach 1969–1977 była redaktorką w wydawnictwie encyklopedycznym, w latach 1977–1986 dziennikarką w niemieckojęzycznych gazetach „Neuer Weg” i „Volk und Kultur”. Od 1971 roku jest członkinią Związku Pisarzy Rumunii i PEN-Club. Od 2000 r. pełniła funkcje kierownicze w Związku Pisarzy, m.in. jako sekretarz sekcji poezji była inicjatorem Cenaclului Uniunii Scriitorilor „Gellu Naum”.
Zawodowo pisaniem zajmuje się od 1985 roku. Prowadzi spotkania z czytelnikami w kraju i za granicą. Jej pierwsza książka, tom poezji Vina nu ea mea, została wydana w 1968 roku. Wiersze charakteryzuje połączenie humoru z subtelnością, jedną ze stałych cech, bardzo wszechstronnej poezji Iugi. Po wydaniu drugiej książki, Captivitatea cercului w 1970 roku,  została oskarżona przez komunistycznych cenzorów o rozpowszechnianie „chorobliwego erotyzmu” i zakazano wydawania twórczości poetki. W latach 1971–1978 jej książki zostały wycofane z bibliotek publicznych i księgarń w Rumunii.
Nora Iuga jest laureatką nagród literackich oraz wyróżnień państwowych. W 2007 roku otrzymała nagrodę Friedrich-Gundolf przyznawaną przez Deutsche Akademie für Sprache und Dichtung tym, którzy przyczyniają się do propagowania niemieckiej kultury w świecie. Przetłumaczyła na język rumuński m.in. Augusta Strindberga, Fryderyka Nietzschego, Ernsta Jüngera, Paula Celana, Güntera Grassa, Elfriede Jelinek, Hertę Müller, Aglaję Veteranyi. Jest aktywną blogerką i komentatorką rumuńskiego życia literackiego.

## Wybrane dzieła

### Poezja
- Vina nu ea mea, 1968
- Captivitatea cercului, 1970
- Scrisori neexpediate, 1978
- Opinii despre durereă, 1980
- Piața Cerului, 1986
- Cîntece, 1989
- Fetița cu o mie de riduri, 2005
- Capricii periculoase, 2007
- Dactilografa de noapte, 2010
- Spitalul manechinelor, 2010
- Petrecere la Montrouge, 2012
- Cainele ud e o salcie, 2013
- Ascultă cum plâng parantezele, 2016
- Alături cu drumu, 2018

### Proza
- Săpunul lui Leopold Bloom, 1993
- Sexagenara și tânărul, 2004
- Fasanenstrasse 23. O vară la Berlin, 2001
- Lebăda cu două intrări, 2003
- Săpunul lui Leopold Bloom, 2007
- Šestdesetletnica in mladenič („Sexagenara și tînărul”), 2009
- Hai să furăm pepeni, 2009
- Berlinul meu e un monolog, 2010
- Blogstory, 2011